# Локпорт
Локпорт (на английски: Lockport) е град в САЩ, административен център на окръг Ниагара, щата Ню Йорк. Разположен е на 35 километра източно от Ниагарския водопад. Има население 20 569 души (по приблизителна оценка от 2017 г.).